# ATX電源

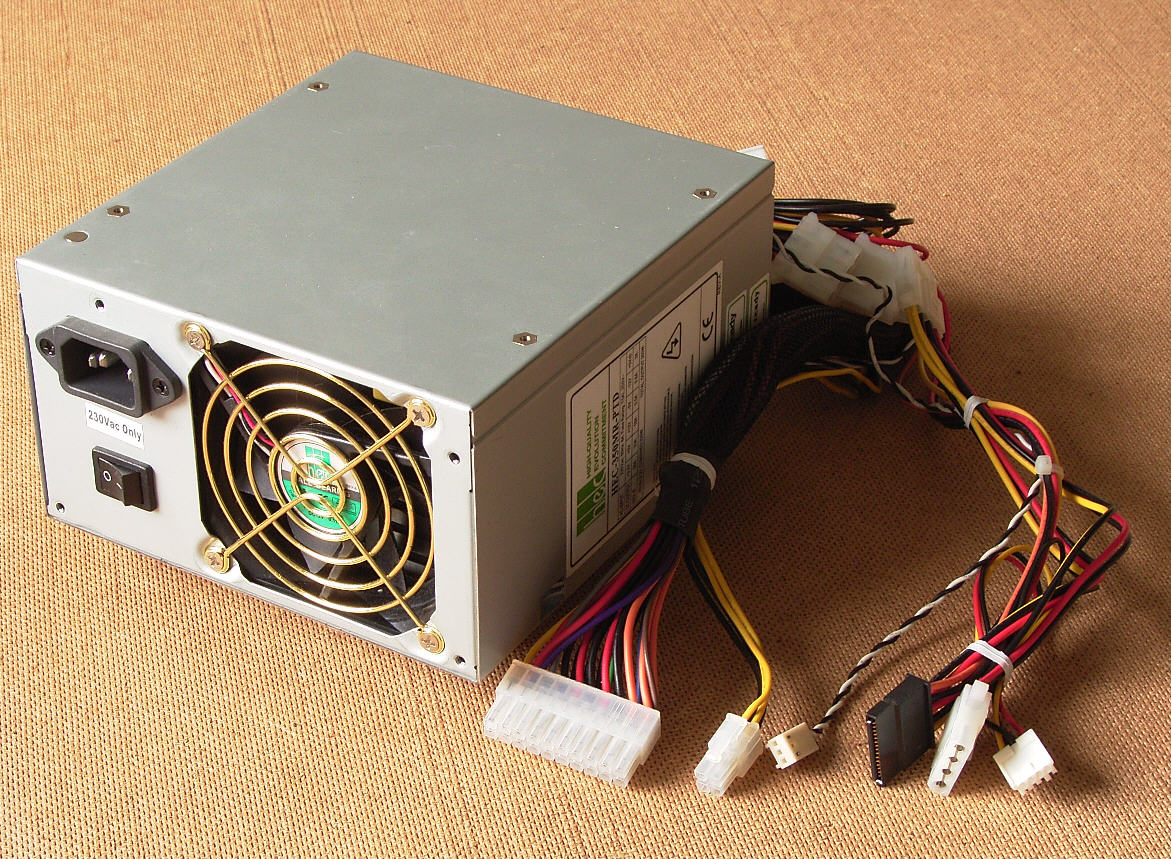
一般的なATX電源の外見

ATX電源（エーティーエックスでんげん、英: ATX Power Supply Unit. 略称PSU）は、ATXコンピュータ用の電源回路を収めたユニットの標準規格、およびその規格に準じた電源ユニット・電源装置を指す。2018年現在、デスクトップパソコン(PC)用の電源としては、最も一般的なものである。AC100Vや220Vといった商用電源を入力とし、内部で12Vや5Vといった直流に変換を行い、PC各部へ給電する為の出力を作り出す。
本項では、本規格電源から派生したSFX電源についても記述する｡

## 概要

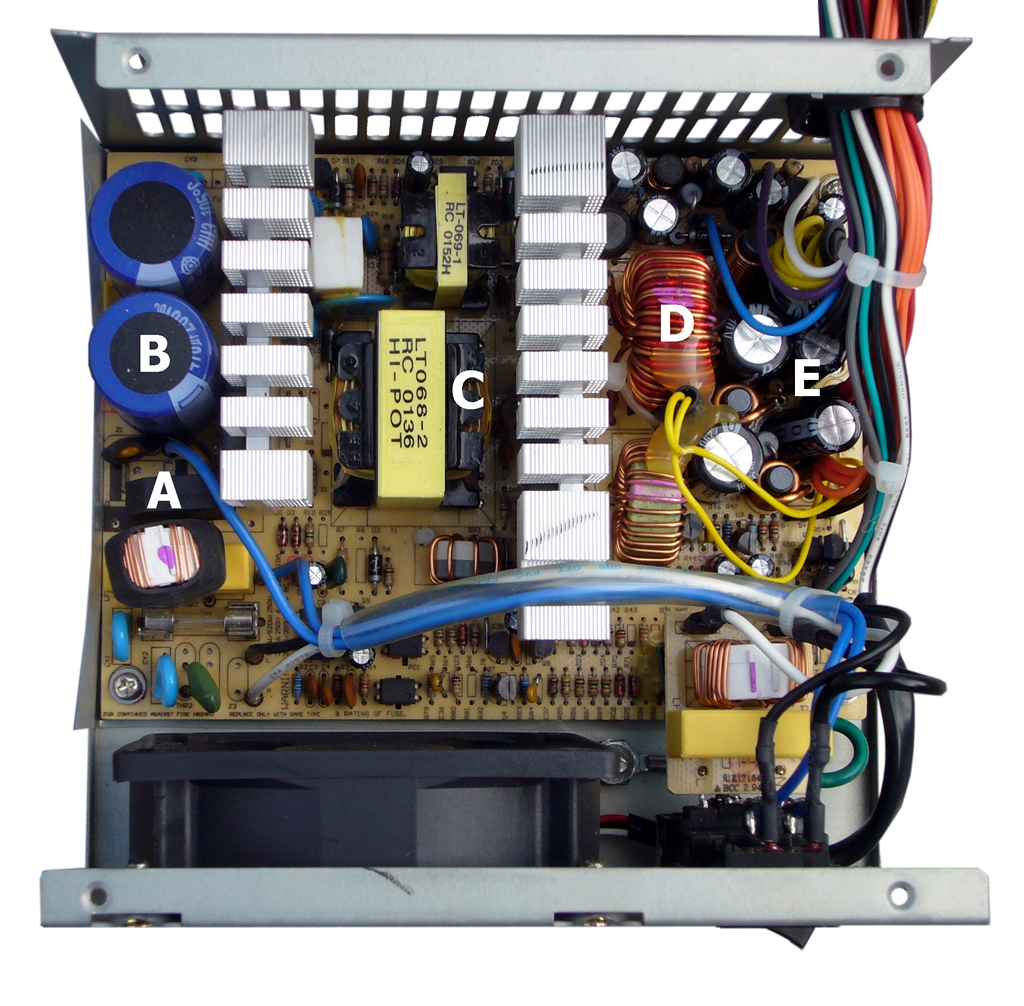
ATX電源の構造
A：入力EMIフィルタ兼ブリッジ整流器
B：入力フィルタコンデンサ
BとCの間：高圧トランジスタのヒートシンク
C：変圧器
D：二次側コイル
CとDの間：整流器ヒートシンク
E：出力フィルタコンデンサ

1995年に米インテル社が、従来のAT規格に代わり、マザーボードや電源ユニットなどを含む構造規格として「ATX規格」を制定した。「ATX電源」はその標準規格に準拠して設計・製造された電源ユニットである。取り付けねじの位置やPC筐体における開口部の形状制限、供給電圧、制御信号、コネクタなどは規定されているが、形状はあまり規定されてはおらず、特に供給する電流値は規定されていないため、多様な供給能力の製品が存在する。ただし、電源が単体発売され始めたのはPentium 4がリリースされたあたりからで、それ以前はCPUもGPUも消費電力が少なく、電源容量についてはあまり考慮する必要がなかったこともあり、電源単体での販売はなく、必ずPCケースとセットで販売されていた。この時代の最初期ATX規格では、電源冷却風をケース外から取り込み、CPUのヒートシンク（CPU冷却ファン設置は前提としていなかった）に吹き付ける規格となっており、後の規格改定でケース外排気に逆転することになる。
一般的な電源ユニットは、金属製の板やパンチングメタルなどの頑丈な筐体を持っており、そのうち1面がPCの外面に露出する前提で作られている。露出面にはAC100-240 V等の入力ソケット（IEC 60320 C14）を持ち、PC内部側には出力や制御信号線となる十数本単位の給電用電線等、またはそのような電線の接続用ソケットを備える。特に補助記憶装置類用の給電用配線は、最端部の給電用コネクタだけでなく、配線途中にもいもづる式に備わっている。通常は1基か2基の冷却用送風ファンをいずれかの面に備えており、PC内部または外部から取り込んだ空気で電源ユニット内の熱を奪い、温まった空気をPC外部へ強制排出したりPC内部の気流生成に用いる。1枚程度のプリント基板上にスイッチング式の電源回路を持ち、半導体素子を冷却するためのアルミニウム製のヒートシンクが内部で大きな容積を占めている。1重以上の内部保護回路を持っており、PPFなどが多用され、多くの家電製品のようなヒューズは備わっていない。
ATX電源は、市販のデスクトップPCに組み込まれている他にも、自作パソコン向けや既存製品の改造、修理用などとしてユニット単体がパソコンショップ等で販売されている。ATX電源は、総出力や電力変換効率といった電気的な性能の他にも、冷却機構の差などに起因する静穏性や、コンデンサの品質などに起因する信頼性と寿命の差、配線ケーブルの取り回しや装飾的な機能を含むオプションの有無など多様な製品が存在し、これらの要素によって価格も大きく異なる。安い製品では2千円前後から、高価なものでは数万円のものまで存在し、高級品では概ね保証期間が長く設定されている。
AT規格電源との最大の違いは、その操作方法にある。シャットダウンの際に、暗転した画面に「コンピューターの電源を切る用意が出来ました」と赤文字で大きく表示され、人間が手動でスイッチを切る必要があるのがAT電源で、電断までコンピュータが自動で行うのがATX電源である。

## 仕様

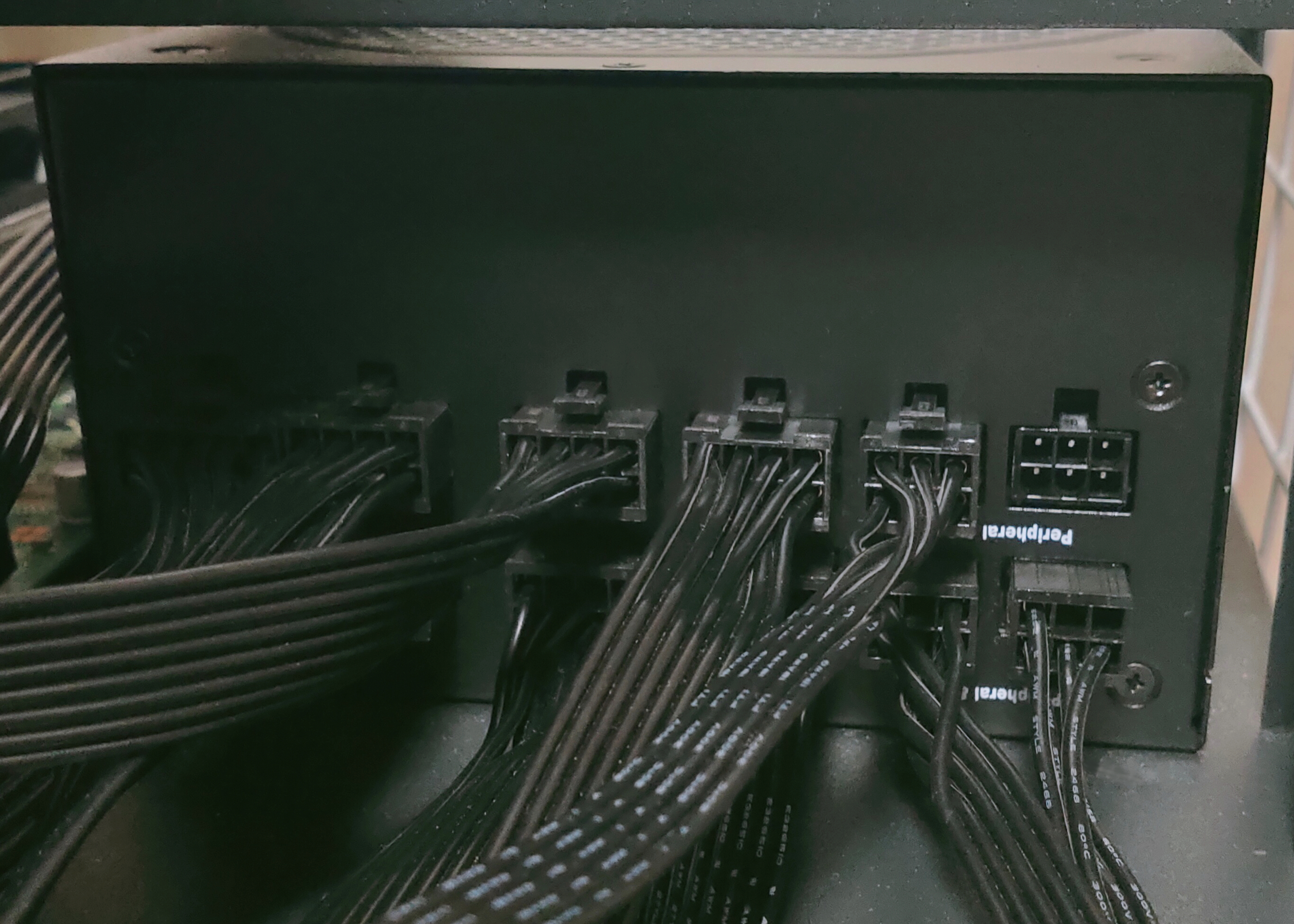
ケーブルが着脱可能なフルモジュラーATX電源ユニット

### ATX構造規格および周辺構造規格向けの種類
ATX
Pentium 4発売以前に主流だった規格。代表的な規格書はATX Specification 2.03 Dec. 1998。
ATX12V
Pentium 4以降に発売された電源の規格。マザーボードに向けて4ピンの＋12V補助電源コネクタを加えた。代表的な規格書はATX12V Power Supply Design Guide Version 1.3 Apr. 2003。
ATX12V Ver2.x
Intel Core 2以降に発売された電源の規格。主電源コネクタが20ピンから（下記EPS12Vと同じ）24ピンに変更になり、シリアルATA用電源コネクタを必須に定めた。代表的な規格書はPower Supply Design Guide for Desktop Platform Form Factors Revision 1.2 Feb.2008 Page-63 12. ATX12V Specific Guidelines 2.31。
CFX12V
- CFX 幅101.6+48.4 × 高さ86 × 奥行き96 mm

Compact Form Factor 向けの 12V電源コネクタ付き電源ユニット。
ATX12VO
ATX12VOはATX 12V Onlyの略称で、供給する電圧を+12Vのみとしたもの。2019年にIntelが策定したもので、年々強化される各国の消費電力制限に準拠し、また電源ユニットの簡略化による低コスト化と低発熱化を図っている。一方で従来の5V電源を必要とするデバイスはマザーボードから5Vの供給が必要なため、マザーボードの製造コストは増大する。
2020年4月現在は以前から存在していた各社のOEM向け12V出力電源の統一規格とされ、一般的な自作パソコン向けの製品は販売されていない。
EPS12V
サーバ／ワークステーション用マザーボードを想定した複数CPU／複数GPUに対応した電源規格。近年の製品はATX12V Ver2.31との両対応電源が主流。主な規格書はSSI EPS12V Power Supply Design Guide Version 2.92 2002-2004。
FlexATX
- FlexATX 幅81.5 × 高さ40.5 × 奥行き150 mm

FlexATXフォームファクタ向けの電源ユニット。
LFX12V
- LFX 幅62 × 高さ72 × 奥行き210 mm

Low Profile Form Factor 向けの 12V電源コネクタ付き電源ユニット。
NLX および miniNLX
NLXフォームファクタ向けの電源ユニット。
PS3
SFX電源ユニットの一種。ATX電源のサイズで奥行きの長さが短くなったもの。
SFX および SFX12V

SFX12V は、SFX に 4ピンの＋12V補助電源コネクタを加えたもの。
TFX12V
- TFX 幅85 × 高さ64 × 奥行き175 mm

Thin Form Factor 向けの 12V電源コネクタ付き電源ユニット。

### サイズ
- ATX 幅150 × 高さ86 × 奥行き140 mm
- ATX large 幅150 × 高さ86 × 奥行き180 mm
- ATX – EPS 幅150 × 高さ86 × 奥行き230 mm

冷却ファンを搭載している製品が多い。その場合は入力用電源コネクタ側パネルまたは他の面に通風孔があるが、場所の規定が無く様々である。

### 供給電圧の種類と許容誤差
- +5VDC, ±5%
- -5VDC, ±10%（供給するなら。過去にはISAバスなどが必要とした。）
- +12VDC, ± 5%
- -12VDC, ±10%
- +3.3VDC, ±5%
- +5VSB, ±5%[5]

### EuP Lot6
欧州連合理事会と欧州議会が「エネルギー使用製品のエコデザインに関する指令」として知られるEuP指令、および、その対象範囲を広げた「エネルギー関連製品のエコデザイン指令」つまり、ErP指令がそれぞれ告示・発効されたことによって、欧州域内で使用／販売される広範な電気製品類のエネルギー消費に関する規定が設けられた。この規定によって、欧州域で用いられる（可能性がある）ATX電源は、EuP指令の中でのLot6（オフモード、待機モード電力消費量基準）で示される「オフモードでの消費電力」と「待機モードでの消費電力」がそれぞれ1.00Wを超過しないという基準値に適合することが求められるようになった。

## コネクタ

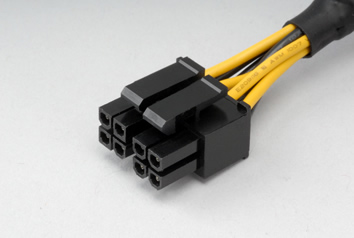
ATX12V 4ピン/EPS12V 8ピン兼用

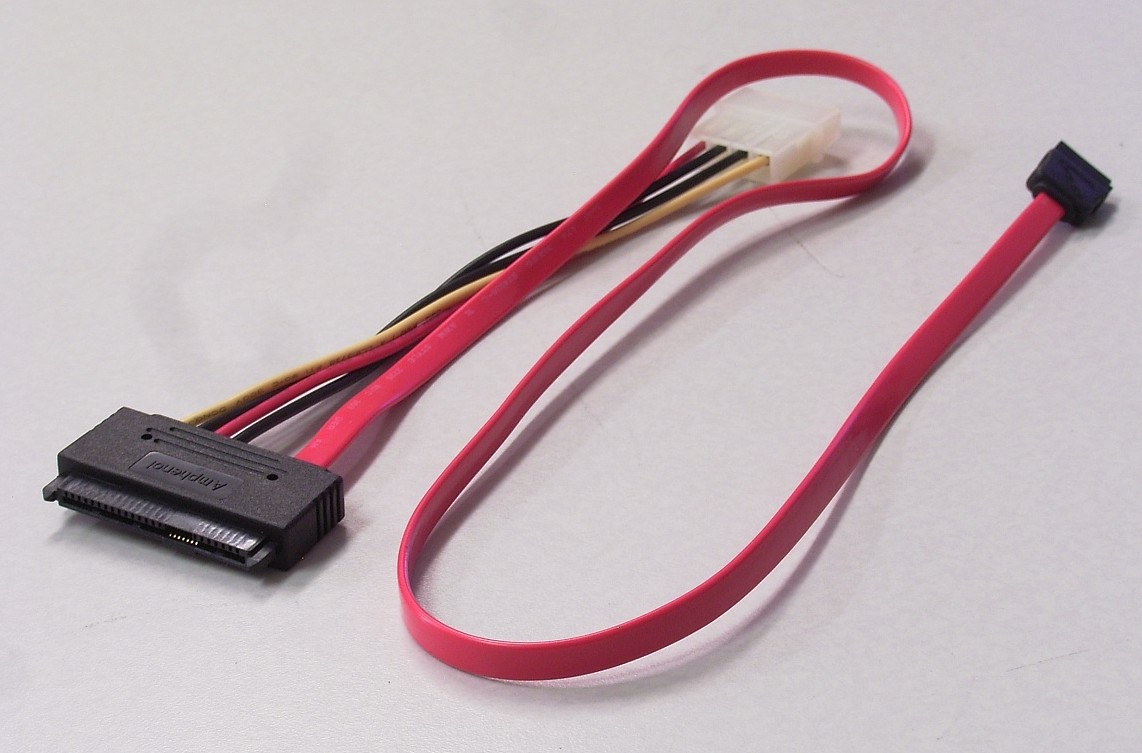
4ピン→SATA電源変換複合ケーブル

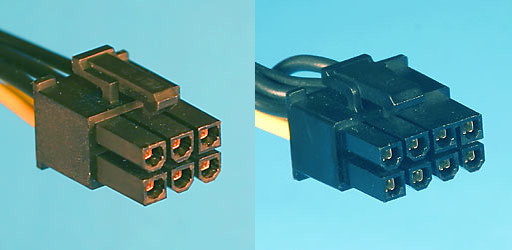
6ピン/8ピンPCI-E補助電源

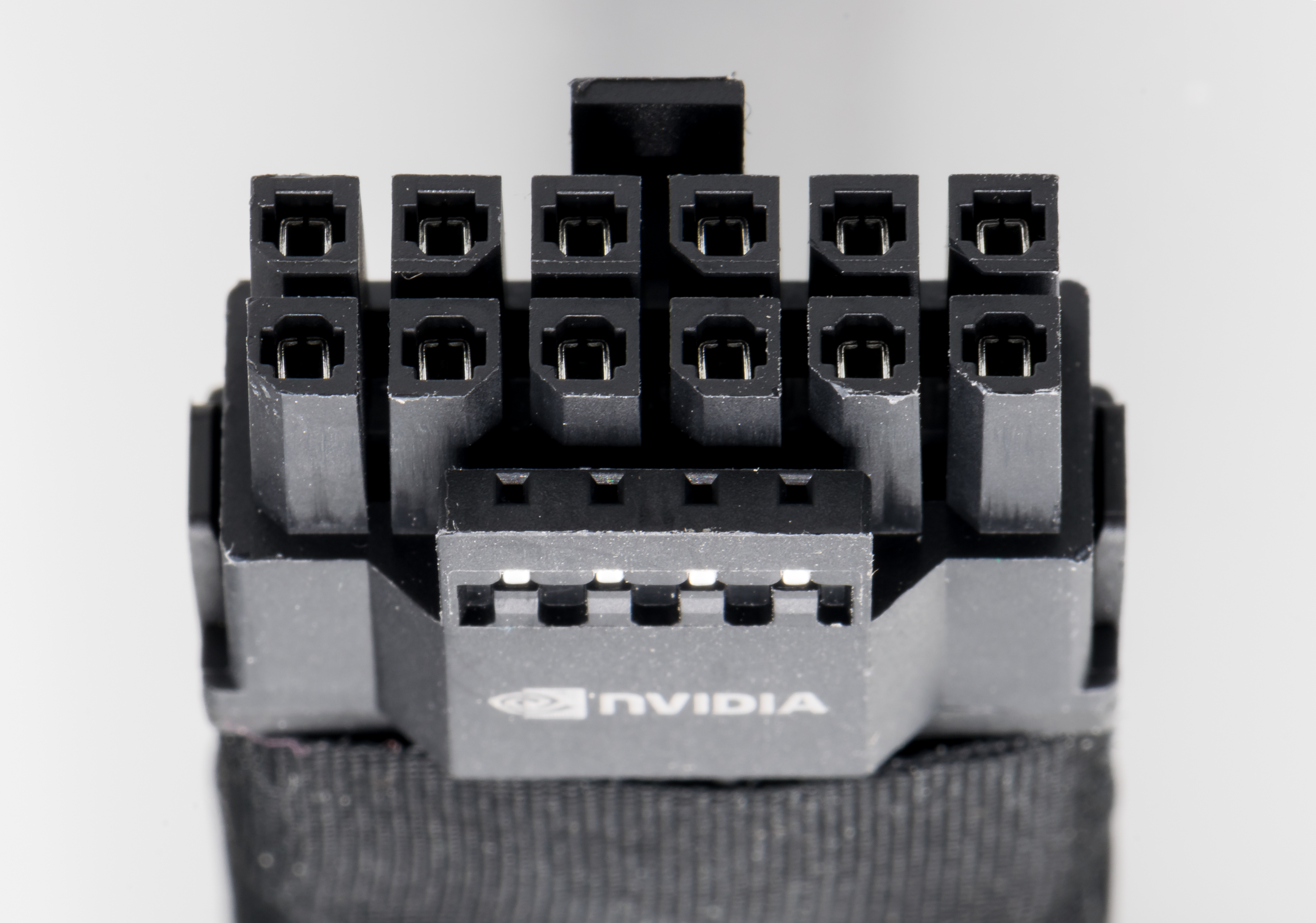
12VHPWR

多くの場合、ATX電源ユニットには主に以下の出力コネクタが接続されている。

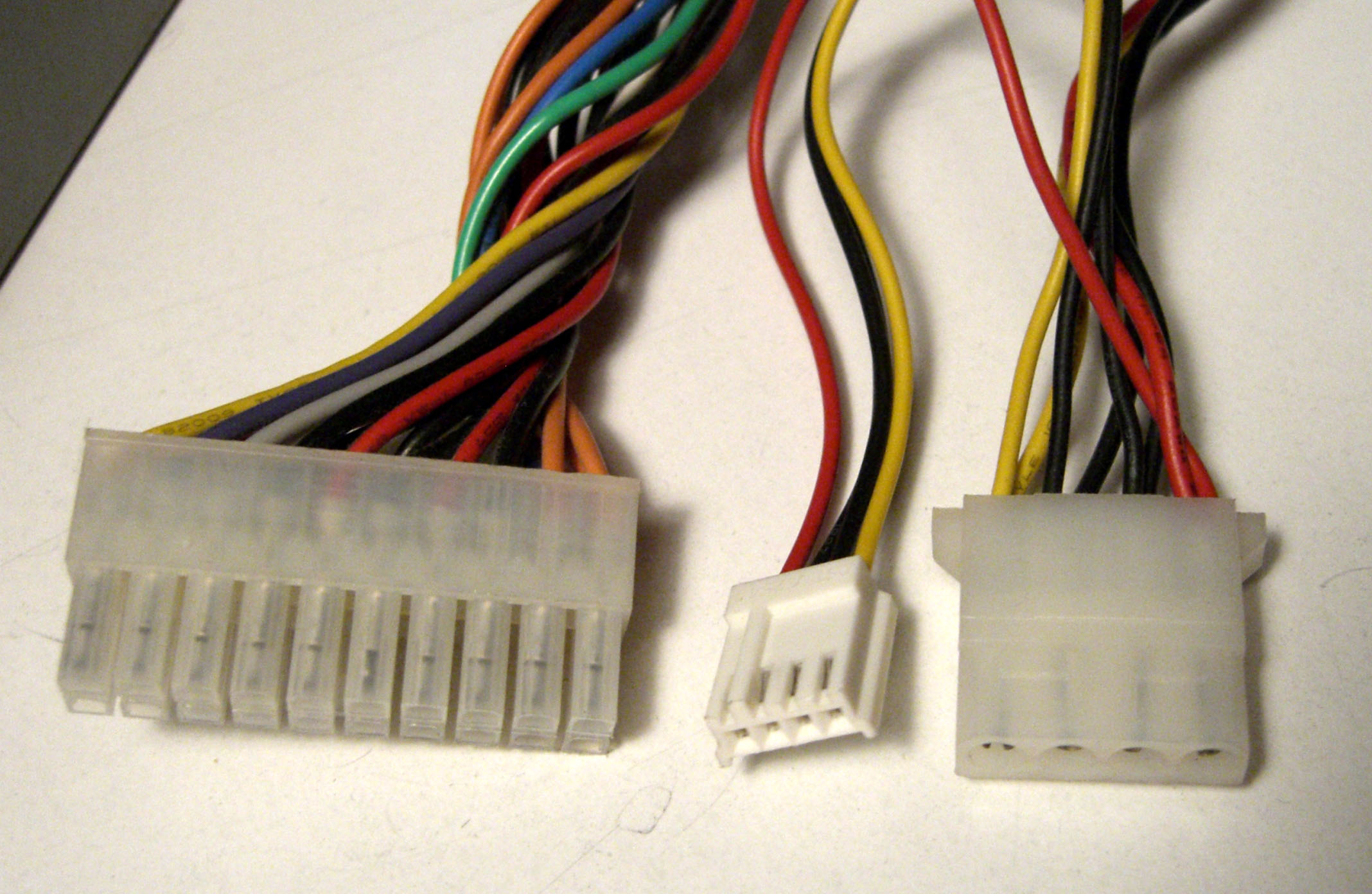
左からATX20ピン電源、FDD4ピン、ペリフェラル4ピン

PCメイン電源コネクタ
マザーボードに電力を供給するコネクタ。20ピンまたは24ピンをもち、電源ユニットのコネクタの中で最も大きい。-12V,-5V,+3.3V,+5V,+12Vと多種の電圧を供給する他、電源を入れるための信号線も含む。一部の電源ユニットでは24ピンのコネクタを20ピンと4ピンに分け、20ピンと24ピンの両方のマザーボードに対応させているほか、要求する電力量によっては24ピンのマザーボードに20ピンのコネクタを接続しても動作する。
ATX12V 4ピンコネクタ／EPS12V 8ピンコネクタ
メイン電源コネクタとは別にマザーボードに接続し、CPUに電力を供給する。通常ATX12V 4ピンコネクタが使われるが、より大電力が必要なハイエンドCPUではEPS12V 8ピンコネクタが使われる。ATX12V 4ピンコネクタに別の4ピンコネクタを組み合わせてEPS12V 8ピンコネクタとして使えるようにしている製品もある。これも製品によっては8ピンの端子に4ピンのコネクタを接続しても動作する。
ペリフェラル 4ピンコネクタ
モレックス4ピンとも呼ばれる。ハードディスクドライブやDVDドライブなどの補助記憶装置に接続するコネクタで、+5Vと+12Vを供給する。拡張カードやケースファンなどのアクセサリ類への電源供給にも汎用的に使われる。メーカーの製品仕様では、しばしばハードディスク(HDD)用のコネクタとして記載されているが、SATA接続のハードディスクが主流となっている現在では誤認を招きかねないので正しい表記とは言えない。ペリフェラル 4ピンコネクタに繋げるのはパラレル接続のハードディスクであり、SATA接続のハードディスクにはSATA用の電源コネクタを使用しなければならない。
FDD 4ピンコネクタ
主に3.5インチフロッピーディスクドライブに使用されてきたためこう呼ばれる。ペリフェラル4ピンコネクタよりも小型で、電源ユニットのコネクタの中では最も小さい部類に入る。ペリフェラル4ピンコネクタと同様、拡張カードなどのアクセサリへの電源供給に使われることもある。また、このコネクタを誤って挿したことによるトラブルはよくあることとして知られており、注意が必要である。
シリアルATA電源コネクタ
SATA接続のハードディスクドライブやDVDドライブなどの補助記憶装置に接続するコネクタ。Molexの67582-0000を用いる。15ピンで+3.3V(14.85W)、+5V(22.5W)、+12V(54W)を供給する。
PCI Express電源コネクタ
PCI Express接続のグラフィックカードに接続するコネクタ。6ピンと8ピンのものがあり、主に6ピンのコネクタが使われるが、一部のハイエンドグラフィックカードでは8ピンのコネクタが必要となる。6ピンのコネクタに別の2ピンのコネクタを組み合わせ、8ピンとしても使えるようにしている製品もある。また、8ピンのものはEPS12V 8ピンコネクタと形状が似ているため、誤接続への注意を促す表示がされている場合が多い。PCI Express x16スロットの75Wでは不足する場合に接続する。6ピンは最大で75W、8ピンでは最大で150Wの電力をグラフィックスカードに供給する。
12VHPWR
ビデオカードに接続するコネクタ。PCI Express 5.0で定義され、給電能力は最大600W。端子は電源用の12ピンに制御用の4ピンが加わり合計で16ピン。大電流による過熱焼損を防ぐため、コネクタを根元までしっかり挿入すること、ケーブルを必要以上に曲げないことが推奨されている。
12V-2x6
12VHPWRの改良型で、互換性がある。電力ピンが延長された一方、センサーピンは短縮され、コネクタの奥までプラグを挿入し確実に接続する必要がある。
この他に、各社の製品の独自機能として、ケースファン電源供給コネクタ、電源ファン回転数検出用コネクタなどを装備するものもある。
| 色 | 信号         | No. | No. | 信号         | 色 |
| --- | ------------ | --- | --- | ------------ | -- |
| 橙 | +3.3 V       | 1   | 13  | +3.3 V       | 橙 |
| 橙 | +3.3 V       | 1   | 13  | +3.3 V sense | 茶 |
| 橙 | +3.3 V       | 2   | 14  | −12 V        | 青 |
| 黒 | Ground       | 3   | 15  | Ground       | 黒 |
| 赤 | +5 V         | 4   | 16  | Power on     | 緑 |
| 黒 | Ground       | 5   | 17  | Ground       | 黒 |
| 赤 | +5 V         | 6   | 18  | Ground       | 黒 |
| 黒 | Ground       | 7   | 19  | Ground       | 黒 |
| 灰 | Power good   | 8   | 20  | Reserved     | 無 |
| 紫 | +5 V standby | 9   | 21  | +5 V         | 赤 |
| 黄 | +12 V        | 10  | 22  | +5 V         | 赤 |
| 黄 | +12 V        | 11  | 23  | +5 V         | 赤 |
| 橙 | +3.3 V       | 12  | 24  | Ground       | 黒 |
| - 水色背景のピンは電源ではなく状態信号 - 緑背景のピンは20ピンコネクタでは存在しない - 20番ピンは過去にISAバスに-5Vを供給するために使用されていた - 13番ピンの茶色は四端子測定のための弱電流測定線 |              |     |     |              |    |

## 選定上の留意点
ATX電源の給電能力が不足するとPCの故障の原因となる可能性がある。また、給電需要が定格内であっても供給に余裕があまり無ければ電源ユニットが相応に発熱するため、寿命はその分短くなる。供給可能な電流値も各電圧ごとやレーンごとで異なるため、総出力値だけでは判断できない。一般に電力の変換効率は定格出力値の50%付近が最適になるように設計されており、電源容量については余裕を持った選択が望ましい。
+5VSB (+5V standby voltage) はシャットダウン後も待機電力として常にマザーボードなどに供給され続けているため、部品交換などPC筐体内部に触れる時に主電源スイッチをオフにするか電源プラグを抜くことを怠ると、故障の原因となる恐れがある。また、主電源を切ってもしばらくはコンデンサなどに電気が蓄えられているため、異常な電気的負荷を内部部品にかけることで故障や寿命短縮しないように、PC内部の作業時には主電源を切ってから電源ボタンを空押しすべきとされる。
製品に記される品質と安全の証明となる様々なマークは、ULマークと、GSマーク、TÜV、NEMKO、SEMKO、DEMKO、FIMKO、CCC、CSA、VDE、GOST R、そしてBSMI。 EMI/RFIのための一般的な証明書マークは、CEマークと、FCCと、C-tickである。これらのマークは商用電源に接続される電源機器に必須とされるものが各国で制定されており、品質検査を受けた証として認定されたものに表示が許される。
寿命の来た電源、あるいは品質の悪い電源を使用すると、最悪全てのPCパーツを巻き添えにして壊れることもあるため、自作PCの場合は早めの交換・お金を掛けるなどして気を使ったほうがいいとするショップや記事もある。ただし、品質が上がるにつれ高価格帯になりやすいという欠点も持ち合わせている。交換の目安は寿命ギリギリではなく、余裕を持った時期での交換を一部メーカーでは推奨している。

### 80 PLUS
電源の電力変換効率を示す規格として“80 PLUS”が存在する。80 PLUSでの分類は省エネルギー性や発熱量の目安となるため、ATX電源製品の優秀性を示す尺度として商品の宣伝などで用いられている。“80 PLUS”では、交流入力から直流出力への電源変換効率において、下記の条件を満たしていることが求められる。AC115Vの入力時における、負荷:20%、負荷:50%、負荷:100%の各状況下においてそれぞれの電源変換効率が規定されている。
コンデンサーの品質や回路の適切な設計があっての電源であるため、認証は品質を示すものではない。
| 80 Plus              | アイコン | 115 V internal non-redundant | 115 V internal non-redundant | 115 V internal non-redundant | 115 V internal non-redundant | 230 V internal redundant | 230 V internal redundant | 230 V internal redundant | 230 V internal redundant | 230 V EU internal non-redundant | 230 V EU internal non-redundant | 230 V EU internal non-redundant | 230 V EU internal non-redundant |
| 電源負荷率           | アイコン | 10%                          | 20%                          | 50%                          | 100%                         | 10%                      | 20%                      | 50%                      | 100%                     | 10%                             | 20%                             | 50%                             | 100%                            |
| -------------------- | -------- | ---------------------------- | ---------------------------- | ---------------------------- | ---------------------------- | ------------------------ | ------------------------ | ------------------------ | ------------------------ | ------------------------------- | ------------------------------- | ------------------------------- | ------------------------------- |
| 80 Plus スタンダード |          |                              | 80%                          | 80%                          | 80%                          |                          |                          |                          |                          |                                 | 82%                             | 85%                             | 82%                             |
| 80 Plus ブロンズ     |          |                              | 82%                          | 85%                          | 82%                          |                          | 81%                      | 85%                      | 81%                      |                                 | 85%                             | 88%                             | 85%                             |
| 80 Plus シルバー     |          |                              | 85%                          | 88%                          | 85%                          |                          | 85%                      | 89%                      | 85%                      |                                 | 87%                             | 90%                             | 87%                             |
| 80 Plus ゴールド     |          |                              | 87%                          | 90%                          | 87%                          |                          | 88%                      | 92%                      | 88%                      |                                 | 90%                             | 92%                             | 89%                             |
| 80 Plus プラチナ     |          |                              | 90%                          | 92%                          | 89%                          |                          | 90%                      | 94%                      | 91%                      |                                 | 92%                             | 94%                             | 90%                             |
| 80 Plus チタン       |          | 90%                          | 92%                          | 94%                          | 90%                          | 90%                      | 94%                      | 96%                      | 91%                      | 90%                             | 94%                             | 96%                             | 94%                             |

右側の230Vはデータセンターなどで用いられる冗長電源システムでの規定である。

### Haswell対応問題
+12Vの負荷が非常に小さくなった状況下で+3.3V/+5Vの負荷が大きい場合、従来の電源ユニットでは出力が不安定となりシステムが不安定となる場合がある。2013年ごろ発売の、Intelの第4世代CPUであるHaswellファミリ以降、CPUやシステム全体の低消費電力化がより進んだため、前述の問題が顕著になっている。
また、ACPIのC-State C6/C7において+12Vの最小電流0.05Aをサポートする必要がある。
GPUのCPU内蔵化(すなわちグラフィックボード不使用)やPCのストレージがHDDからSSDに移行した事で+12Vの消費が従来よりも減っている(+12Vは主にスピンドルモーター駆動に用いられるため、モーターのないSSDでは+12Vを使用しない)事も遠因となっている。
以上のような状況を背景とし、前述の状況下でも安定した出力を行える電源ユニットを「Haswell対応」としてうたっている製品がある。

## SFX電源

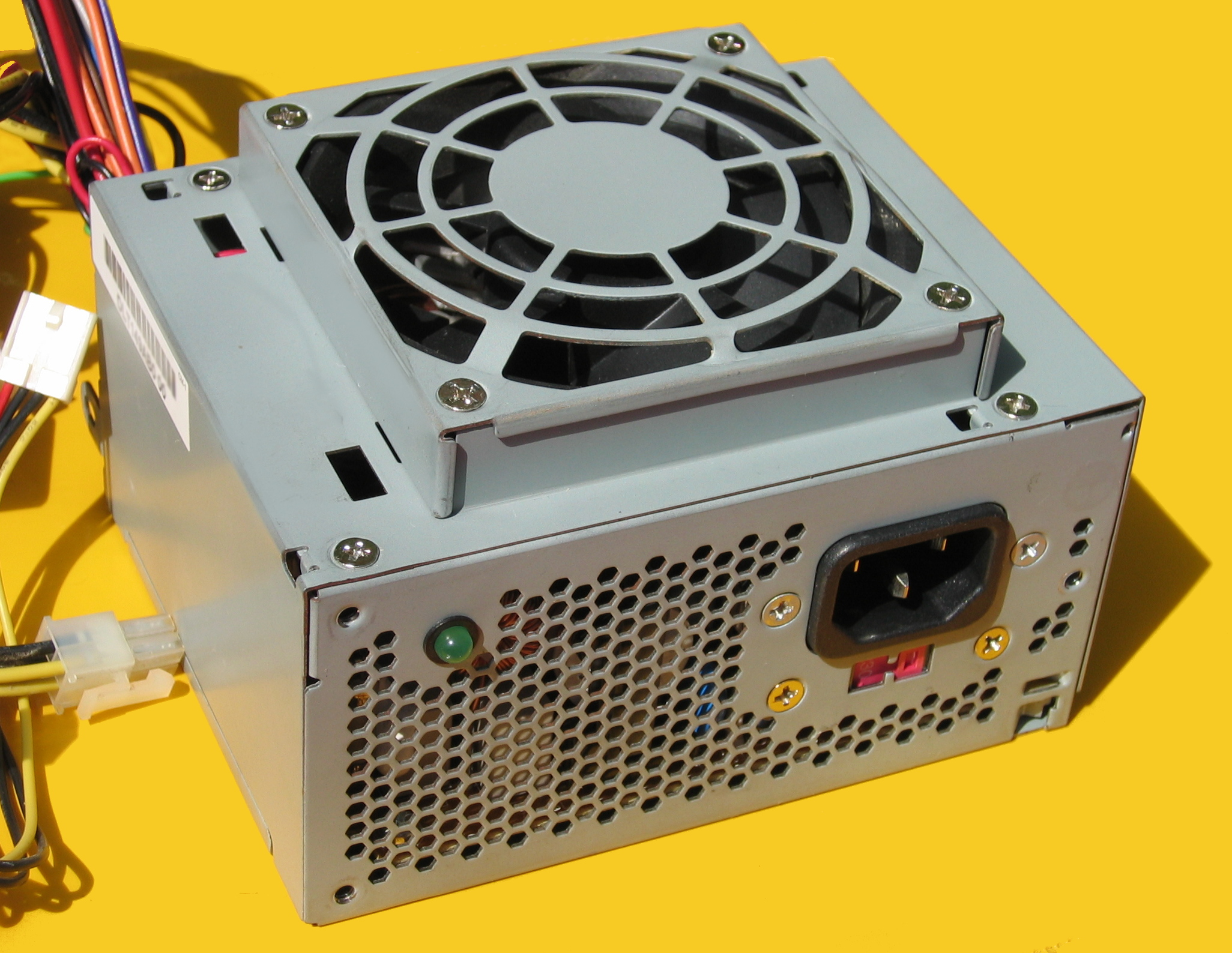
SFX電源の一例

SFX電源は、小型PC用のMicroATX規格に準じた電源ユニットである。ATX電源よりも小型化され、-5V出力が省略されている。電源出力も、概ね100Wから400W程度とATX電源よりも小出力である。中にはATX電源互換のマウンタが付属している製品もある。

### サイズ
- SFX(A) 幅100 × 高さ50 × 奥行き125 mm
- SFX(B) 幅100 × 高さ63.5 × 奥行き125 mm
- SFX(C) 幅125 × 高さ63.5 × 奥行き100 mm
- SFX(D) 幅100 × 高さ63.5 × 奥行き125 mm
- SFX(L) 幅125 × 高さ63.5 × 奥行き130 mm

※ SFX(B)とSFX(C)はファンの厚みが17.1mmとなっており、空冷ファンが下部に出っ張っている。